# Acomys chudeaui
Acomys chudeaui é uma espécie de roedor da família Muridae.
Pode ser encontrada nos seguintes países: Mauritânia, Marrocos e Saara Ocidental.
Os seus habitats naturais são: áreas rochosas e desertos quentes.